# Varzi
Varzi – miejscowość i gmina we Włoszech, w regionie Lombardia, w prowincji Pawia.
Według danych na rok 2004 gminę zamieszkiwały 3533 osoby, 60,9 os./km².